# جيمس رايت (متسابق دراجات نارية)
جيمس رايت (بالإنجليزية: James Wright)‏ هو متسابق دراجات نارية بريطاني، ولد في 13 يونيو 1986 في ستوكبورت في المملكة المتحدة.